# Giganty Mocy
GIGANTY MOCY – interaktywna ekspozycja, centrum edukacji, muzeum nauki, powstałe z inicjatywy Miasta Bełchatowa, w ramach projektu "Budowa Miejskiego Centrum Kultury wraz z Ekspozycją Giganty Mocy", dofinansowanego ze środków Unii Europejskiej. Muzeum w sposób multimedialny prezentuje proces wytwarzania energii elektrycznej z wykorzystaniem węgla brunatnego, wydobywanego i przetwarzanego przez bełchatowskią kopalnię węgla brunatnego i elektrownię konwencjonalną. 
Muzeum otwarto 30 kwietnia 2014 r. Ideą ekspozycji jest ukazanie poprzez zabawę naukowego, przyrodniczego i technicznego aspektu powstawania i wydobywania węgla brunatnego oraz przetwarzania go w energię elektryczną. Wystawa skierowana jest do:
- wychowanków przedszkoli,
- uczniów szkół podstawowych, gimnazjalnych, ponadgimnazjalnych
- rodzin z dziećmi.

Giganty Mocy są centrum edukacji nieformalnej, administrowanym przez Miejskie Centrum Kultury w Bełchatowie. Placówka jest członkiem Regionalnej Organizacji Turystycznej Województwa Łódzkiego, a także Porozumienia Społeczeństwo i Nauka SPiN.

## Nagrody
Ekspozycję nagrodzono:
- Certyfikatem Polskiej Organizacji Turystycznej za Najlepszy Produkt Turystyczny 2015
- Główną Nagrodą Ministra Infrastruktury i Rozwoju w kategorii: Miejsce Przyjazne Rodzinie ogólnopolskiego konkursu „Polska Pięknieje - 7 Cudów Funduszy Europejskich”